# Parc naturel de la forêt de Thuringe
Le parc naturel de la forêt de Thuringe s'étend sur une zone du Rennsteig, entre Eisenach au nord-ouest et Sonneberg au sud-est. Il comprend, entre autres, les régions dites du barrage de Tambach-Dietharz, du barrage de Schmalwasser, du barrage de l'Ohra et du barrage de Lütsche, mais aussi les vallées de la Schwarza et de la Lichte sur laquelle se trouve le barrage de Leibis-Lichte. Le parc entoure la réserve de biosphère de la vallée de la Vesser et de la forêt de Thuringe. Les points culminants du parc sont le Großer Beerberg (982 m) et le Schneekopf (978 m).

## Source de la traduction
- (de) Cet article est partiellement ou en totalité issu de l’article de Wikipédia en allemand intitulé « Naturpark Thüringer Wald » (voir la liste des auteurs).